# Solvay (empresa)
Solvay é um grupo químico belga fundado em 1863. A sede do grupo fica em Bruxelas e emprega mais de 9.000 funcionários em 40 países.
A Solvay está listada na Euronext em Bruxelas.
Desde o final de 2023, após sua cisão e a criação da nova entidade Syensqo, a Solvay se especializou em química essencial.